# サムソンビッグ
サムソンビッグ（欧字名:Samson Big、1991年4月14日 - 不明）は、日本の競走馬。主な勝ち鞍に1994年のきさらぎ賞。

## 経歴

### 競走馬時代
中央競馬で競走生活を送る。3歳時の1993年7月10日に札幌競馬場でのデビュー戦を勝利で飾る。その後2レースは15着、5着に終わるが、4戦目の函館3歳ステークス（GIII・函館競馬場）ではマリーゴッドの2着に入り、ナリタブライアン（6着）に先着を果たす。その後も福島3歳ステークス（福島競馬場）の2着をのぞけば大敗を繰り返し、初のGI出走となった朝日杯3歳ステークス（中山競馬場）は勝ったナリタブライアンから2秒8離された14着（ブービー）に終わる。
4歳となった1994年もシンザン記念（京都競馬場改装の関係で阪神競馬場で開催）ではブービーの11着。続いて阪神競馬場2000メートルでの開催となったきさらぎ賞に出走する。さすがに11頭立ての最低人気であったが、スローペースで逃げて後続馬を寄せ付けず、良馬場にもかかわらず2分7秒4という遅い走破タイムであったが勝利を収めた。このレースでの単勝オッズは172倍であった。
その後は大敗を続け、この年の皐月賞・東京優駿（日本ダービー）・菊花賞の三冠レースには三冠馬のナリタブライアンとともにただ2頭全レースの出走を果たしたが、皐月賞はブービーで、ダービー・菊花賞は最下位と、もう少しで「逆三冠」を達成するところであった。
古馬になってからも苦戦は変わらず、5歳時に3着となった秋野ステークス（新潟競馬場1800メートルのオープン特別）をのぞいてほとんどが二桁着順の大敗。暮れの愛知杯13着（最下位）を最後に障害競走に転向する。
すると明けて6歳となった1996年緒戦の障害未勝利戦ではいきなりレコードタイムで圧勝。しかし、そこから障害400万下で3連敗を喫する。400万下4戦目で勝ってオープンに昇級するが、故障で1年の休養を余儀なくされた。7歳での復帰後はオープンで3戦するが、3着が最高で小倉障害ステークス（7頭立て6着）を最後に現役を引退した。

### 引退後
引退後は去勢されて生まれ故郷サムソン牧場へ戻った後、1998年度に筑波大学馬術部に譲渡された。1999年4月1日に同部所属の乗馬として日本馬術連盟に登録（登録番号17530）され、馬術大会に出場。2008年後半に栃木県の乗馬クラブに移籍し2009年12月まで馬術大会に出場していた。最高成績は5着であった。その後、2011年2月のホースショーに出場した記録を最後に消息は不明となっている。

## 競走成績
以下の内容は、netkeiba.comの情報に基づく。
| 競走日     | 競馬場 | 競走名              | 格   | 距離（馬場）  | 頭 数 | 枠 番 | 馬 番 | オッズ （人気） | 着順 | タイム （上り3F/ 平均1F） | 着差  | 騎手      | 斤量 | 1着馬（2着馬）     | 馬体重 [kg] |
| ---------- | ------ | ------------------- | ---- | ------------- | ----- | ----- | ----- | --------------- | ---- | ------------------------- | ----- | --------- | ---- | ------------------ | ----------- |
| 1993.07.10 | 札幌   | 3歳新馬             |      | ダ1000m（良） | 8     | 8     | 8     | 003.30（2人）   | 01着 | R1:01.5（36.6）           | -0.8  | 0鹿戸雄一 | 53   | (マイチャンピオン) | 412         |
| 0000.08.01 | 札幌   | 札幌3歳S            | GIII | 芝1200m（良） | 16    | 7     | 14    | 009.10（3人）   | 15着 | R1:14.1（38.7）           | -3.1  | 0鹿戸雄一 | 53   | メローフルーツ     | 416         |
| 0000.08.29 | 函館   | クローバー賞        | OP   | 芝1200m（重） | 13    | 8     | 12    | 026.10（7人）   | 05着 | R1:13.6（38.0）           | -1.1  | 0鹿戸雄一 | 53   | ライネストウショウ | 410         |
| 0000.09.26 | 函館   | 函館3歳S            | GIII | 芝1200m（重） | 9     | 2     | 2     | 036.50（7人）   | 02着 | R1:14.3（38.8）           | -0.2  | 0鹿戸雄一 | 53   | マリーゴッド       | 412         |
| 0000.10.23 | 京都   | 萩S                 | OP   | 芝1200m（良） | 6     | 3     | 3     | 007.20（3人）   | 03着 | R1:10.5（35.6）           | -0.4  | 0武豊     | 54   | イナズマタカオー   | 412         |
| 0000.11.06 | 京都   | デイリー杯3歳S      | GII  | 芝1400m（良） | 15    | 8     | 15    | 061.6（11人）   | 14着 | R1:24.5（37.0）           | -2.5  | 0田原成貴 | 54   | ボディーガード     | 416         |
| 0000.11.20 | 福島   | 福島3歳S            | OP   | 芝1200m（良） | 11    | 2     | 2     | 009.70（5人）   | 02着 | R1:10.9（36.5）           | -0.3  | 0芹沢純一 | 54   | タイキウルフ       | 418         |
| 0000.12.12 | 中山   | 朝日杯FS            | GI   | 芝1600m（良） | 14    | 7     | 12    | 099.5（14人）   | 13着 | R1:37.2（37.9）           | -2.8  | 0鹿戸雄一 | 54   | ナリタブライアン   | 420         |
| 1994.01.16 | 京都   | シンザン記念        | GIII | 芝1600m（良） | 12    | 7     | 9     | 076.8（12人）   | 11着 | R1:39.1（39.1）           | -2.3  | 0芹沢純一 | 55   | ナムラコクオー     | 420         |
| 0000.02.06 | 阪神   | きさらぎ賞          | GIII | 芝2000m（良） | 11    | 7     | 8     | 172.0（11人）   | 01着 | R2:07.4（36.0）           | -0.0  | 0田所秀孝 | 55   | (イイデライナー)   | 418         |
| 0000.03.27 | 中山   | スプリングS         | GII  | 芝1800m（良） | 10    | 4     | 4     | 047.40（7人）   | 09着 | R1:50.8（37.6）           | -1.7  | 0鹿戸雄一 | 56   | ナリタブライアン   | 418         |
| 0000.04.17 | 中山   | 皐月賞              | GI   | 芝2000m（良） | 18    | 7     | 14    | 158.8（14人）   | 17着 | R2:01.7（38.3）           | -2.7  | 0鹿戸雄一 | 57   | ナリタブライアン   | 408         |
| 0000.05.08 | 京都   | 京都4歳特別         | GIII | 芝2000m（良） | 14    | 8     | 14    | 023.70（8人）   | 14着 | R2:05.6（41.2）           | -4.5  | 0田所秀孝 | 56   | イイデライナー     | 412         |
| 0000.05.29 | 東京   | 東京優駿            | GI   | 芝2400m（良） | 18    | 1     | 2     | 183.3（18人）   | 18着 | R2:34.2（44.0）           | -8.5  | 0田所秀孝 | 57   | ナリタブライアン   | 418         |
| 0000.11.06 | 京都   | 菊花賞              | GI   | 芝3000m（稍） | 15    | 8     | 14    | 157.4（15人）   | 15着 | R3:11.1（41.0）           | -6.5  | 0小島貞博 | 57   | ナリタブライアン   | 424         |
| 0000.12.11 | 中京   | 愛知杯              | GIII | 芝2000m（良） | 15    | 5     | 9     | 035.6（13人）   |      | 競走中止                  |       | 0渡辺薫彦 | 50   | テンザンユタカ     | 430         |
| 1995.04.22 | 京都   | 栗東S               | OP   | ダ1400m（稍） | 16    | 8     | 16    | 105.1（14人）   | 16着 | R1:26.8（39.1）           | -4.5  | 0小島貞博 | 55   | マルタカトウコウ   | 432         |
| 0000.05.06 | 京都   | シルクロードS       | OP   | 芝1200m（良） | 16    | 3     | 5     | 073.8（12人）   | 15着 | R1:09.9（34.5）           | -2.0  | 0小島貞博 | 55   | ゴールドマウンテン | 434         |
| 0000.06.03 | 京都   | 阪急杯              | GIII | 芝1400m（良） | 18    | 1     | 2     | 091.3（12人）   | 07着 | R1:20.6（35.1）           | -0.6  | 0菊沢隆仁 | 49   | ボディーガード     | 428         |
| 0000.06.18 | 中京   | 金鯱賞              | GIII | 芝1800m（良） | 16    | 8     | 16    | 050.8（14人）   | 10着 | R1:49.6（37.4）           | -1.3  | 0菊沢隆仁 | 49   | サマニベッピン     | 430         |
| 0000.07.02 | 中京   | 東海S               | OP   | ダ1700m（稍） | 16    | 2     | 3     | 021.40（8人）   | 12着 | R1:45.8（39.6）           | -2.3  | 0菊沢隆仁 | 49   | チアズアトム       | 432         |
| 0000.08.13 | 函館   | マリーンS           | OP   | 芝1200m（良） | 16    | 4     | 7     | 030.2（10人）   | 13着 | R1:10.8（36.4）           | -1.7  | 0菊地昇吾 | 48   | ニホンピロスタディ | 428         |
| 0000.09.03 | 函館   | 青函S               | OP   | 芝1200m（良） | 11    | 4     | 4     | 097.40（9人）   | 10着 | R1:11.3（36.0）           | -1.7  | 0鹿戸雄一 | 55   | ホクトフィーバス   | 432         |
| 0000.09.30 | 中山   | オータムスプリントS | OP   | 芝1200m（良） | 10    | 8     | 9     | 114.7（10人）   | 09着 | R1:10.5（35.6）           | -1.4  | 0蛯名正義 | 55   | ホクトフィーバス   | 428         |
| 0000.10.14 | 京都   | オパールS           | OP   | 芝1200m（良） | 13    | 4     | 4     | 120.4（12人）   | 08着 | R1:08.4（34.3）           | -0.8  | 0菊地昇吾 | 48   | ニホンピロスタディ | 432         |
| 0000.11.05 | 新潟   | 秋野S               | OP   | 芝1800m（良） | 14    | 4     | 5     | 047.1（12人）   | 03着 | R1:50.0（36.7）           | -0.3  | 0千田輝彦 | 56   | ウインドフィールズ | 434         |
| 0000.12.10 | 中京   | 愛知杯              | GIII | 芝2000m（良） | 13    | 7     | 10    | 036.0（11人）   | 13着 | R2:05.1（40.4）           | -4.9  | 0植野貴也 | 49   | サウンドバリヤー   | 448         |
| 1996.01.20 | 京都   | 障害5歳上未勝利     |      | 障2910m（良） | 10    | 3     | 3     | 005.10（3人）   | 01着 | R3:11.2（13.1）           | -1.3  | 0中竹和也 | 59   | （アップサージ）   | 450         |
| 0000.02.24 | 阪神   | 障害5歳上400万下    |      | 障3000m（良） | 10    | 3     | 3     | 001.30（1人）   | 04着 | R3:23.0（13.5）           | -1.7  | 0中竹和也 | 59   | ミスタードクター   | 458         |
| 0000.03.17 | 阪神   | 障害5歳上400万下    |      | 障3000m（重） | 11    | 3     | 3     | 002.00（1人）   | 02着 | R3:22.6（13.5）           | -0.3  | 0中竹和也 | 59   | クリノホウオウ     | 450         |
| 0000.05.12 | 阪神   | 障害5歳上400万下    |      | 障2910m（良） | 13    | 4     | 4     | 002.30（1人）   | 02着 | R3:12.0（13.2）           | -0.2  | 0中竹和也 | 59   | アップサージ       | 446         |
| 0000.06.08 | 中京   | 障害4歳上400万下    |      | 障2800m（良） | 11    | 3     | 3     | 002.10（1人）   | 01着 | R3:03.2（13.1）           | -1.3  | 0中竹和也 | 59   | （エリモノツバメ） | 448         |
| 1997.06.01 | 中京   | 障害4歳上オープン   |      | 障2800m（良） | 6     | 6     | 6     | 004.50（3人）   | 03着 | R3:06.4（13.3）           | -1.4  | 0中竹和也 | 59   | ポレール           | 452         |
| 0000.06.29 | 福島   | 障害4歳上オープン   |      | 障2750m（不） | 8     | 5     | 5     | 003.30（2人）   | 08着 | R3:06.4（14.6）           | -16.0 | 0中竹和也 | 59   | フジヤマダイセン   | 436         |
| 0000.07.19 | 小倉   | 小倉障害S           | OP   | 障2950m（良） | 7     | 3     | 3     | 008.20（3人）   | 06着 | R3:21.7（13.7）           | -4.5  | 0中竹和也 | 59   | ネオチャイムズ     | 436         |

## 血統表
| サムソンビッグの血統（パーソロン系/Nasrullah4×5=9.38%） | サムソンビッグの血統（パーソロン系/Nasrullah4×5=9.38%） | サムソンビッグの血統（パーソロン系/Nasrullah4×5=9.38%） | （血統表の出典）    | （血統表の出典） |
| 父 サクラショウリ 1975 鹿毛                             | 父の父*パーソロン Partholon 1960 鹿毛 アイルランド      | Milesian                                                | My Babu             | My Babu          |
| 父 サクラショウリ 1975 鹿毛                             | 父の父*パーソロン Partholon 1960 鹿毛 アイルランド      | Milesian                                                | Oatflake            |                  |
| 父 サクラショウリ 1975 鹿毛                             | 父の父*パーソロン Partholon 1960 鹿毛 アイルランド      | Paleo                                                   | Pharis              | Pharis           |
| 父 サクラショウリ 1975 鹿毛                             | 父の父*パーソロン Partholon 1960 鹿毛 アイルランド      | Paleo                                                   | Colonice            |                  |
| 父 サクラショウリ 1975 鹿毛                             | 父の母シリネラ 1968 芦毛                                | *フォルティノ Fortino                                   | Grey Sovereign      | Grey Sovereign   |
| 父 サクラショウリ 1975 鹿毛                             | 父の母シリネラ 1968 芦毛                                | *フォルティノ Fortino                                   | Ranavalo            |                  |
| 父 サクラショウリ 1975 鹿毛                             | 父の母シリネラ 1968 芦毛                                | Shirini                                                 | Tehran              | Tehran           |
| 父 サクラショウリ 1975 鹿毛                             | 父の母シリネラ 1968 芦毛                                | Shirini                                                 | Confection          |                  |
| 母 シュンイチオーカン 1978 栃栗毛                       | 母の父*フロリバンダ Floribunda 1958 鹿毛                | Princely Gift                                           | Nasrullah           | Nasrullah        |
| 母 シュンイチオーカン 1978 栃栗毛                       | 母の父*フロリバンダ Floribunda 1958 鹿毛                | Princely Gift                                           | Blue Gem            |                  |
| 母 シュンイチオーカン 1978 栃栗毛                       | 母の父*フロリバンダ Floribunda 1958 鹿毛                | Asterntia                                               | Denturius           | Denturius        |
| 母 シュンイチオーカン 1978 栃栗毛                       | 母の父*フロリバンダ Floribunda 1958 鹿毛                | Asterntia                                               | Aherlow Valley      |                  |
| 母 シュンイチオーカン 1978 栃栗毛                       | 母の母フジカワ 1966 黒鹿毛                              | *チャイナロック China Rock                              | Rockefella          | Rockefella       |
| 母 シュンイチオーカン 1978 栃栗毛                       | 母の母フジカワ 1966 黒鹿毛                              | *チャイナロック China Rock                              | May Wong            |                  |
| 母 シュンイチオーカン 1978 栃栗毛                       | 母の母フジカワ 1966 黒鹿毛                              | ツキカゲ                                                | *ヒンドスタン       | *ヒンドスタン    |
| 母 シュンイチオーカン 1978 栃栗毛                       | 母の母フジカワ 1966 黒鹿毛                              | ツキカゲ                                                | イチジヨウ F-No.7-c |                  |

4代母イチジヨウは1953年のクモハタ記念の勝ち馬。5代母に名牝クリフジを持つ。さらに牝系を遡ると、小岩井農場の基礎輸入牝馬の1頭であるアストニシメントにたどり着く。

## エピソード
- いかつい名前とは逆の小柄なおとなしい馬で、洗い場から厩舎に戻るのに引き綱なしでも人間のあとをついていったという。このエピソードから本馬の大ファン[9]になったというよしだみほ (いわく「お座敷馬として私が自分チで飼いたい」) の漫画『馬なり1ハロン劇場』ではナリタブライアンの唯一の親友という設定が与えられ、同漫画の定番ネタのひとつとなった。

- 2023年11月、Web漫画『ウマ娘プリティーダービー スターブロッサム』の公式サイトでも名前とデザインが公開され『スターブロッサム』に実名登場した初のウマ娘と同時に、モデル競走馬が消息不明となっている実名で登場した初のウマ娘としても話題性を呼び、競馬ファンの間でも知る人ぞ知るレベルの知名度であったため、その登場に驚いたユーザーも多かった。メディアミックス『ウマ娘プリティーダービー』でも『熱血ハチャメチャ大感謝祭！』のプレイアブルキャラクターとして登場し、2024年12月のDLC追加で『スターブロッサム』に登場したウマ娘メインの構成チームプリムラのメンバーとして参戦している。